# Remboué
Remboué är ett vattendrag i Gabon. Det rinner genom provinsen Estuaire, i den nordvästra delen av landet, och rinner ut i Gabonviken 40 km sydost om huvudstaden Libreville.